# Eye for an Eye (Band)
Eye for an Eye (Eigenschreibweise eye for an eye) ist eine polnische Hardcore-Band, die 1997 in Bielsko-Biała gegründet wurde.

## Geschichte
Die Band brachte ihr erstes Album Fabryka Drwin im Jahr 2000 heraus. Zwischen 2000 und 2004 gab sie mehr als 100 Konzerte in Europa, hauptsächlich in Polen, Italien, Österreich, der Tschechischen Republik sowie in der Slowakei. Auch 2011 traten sie bei Konzerten in Deutschland auf. 2015 löste sich die Band vorläufig auf. Unter dem Namen L.A.S.T. wurde ein Album in härterem Stil aufgenommen.
2021 wurde die Band reaktiviert.
Die polnische Band Eye for an Eye ist nicht zu verwechseln mit der gleichnamigen Hardcore-Band aus Boston, die von 1988 bis 1991 existierte.

## Stil
Der Stil der Gruppe wird mit demjenigen der ebenfalls aus Polen stammenden Band Post Regiment verglichen.

## Diskografie
- 2000: Fabryka Drwin (kein Label)
- 2004: Dystans (Pasażer Records)
- 2005: To co nas łączy (Split-Album mit The Hunkies, Pasażer Records)
- 2007: Gra (Pasażer Records)
- 2008: Cisza (Pasażer Records)
- 2012: Krawędź (Pasażer Records)
- 2016: Ostatni (Campary Records)
- 2022: Teraz (Pasażer Records)